# Mystacides elongatus
Mystacides elongatus is een schietmot uit de familie Leptoceridae. De soort komt voor in het Oriëntaals gebied.